# Assyriologie

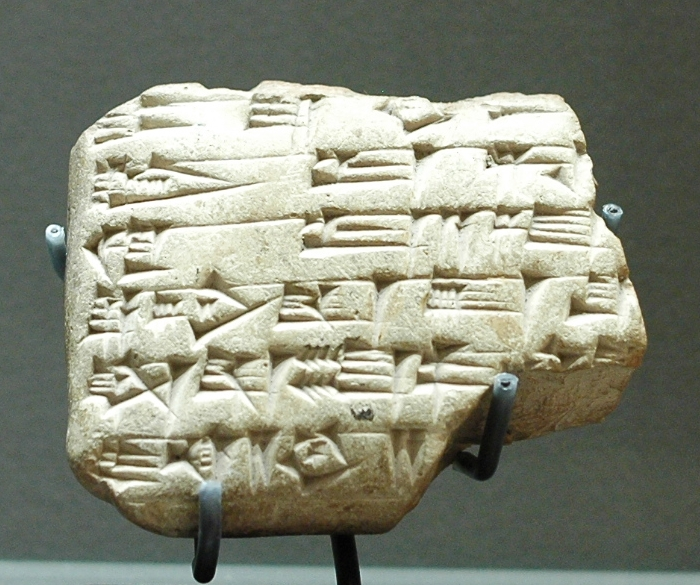
Spijkerschrift uit 1780 voor Chr.

Assyriologie is de wetenschappelijke studie van het oude Mesopotamië, waarbij het onderzoeksveld steunt op drie pijlers, te weten taalkunde/filologie, historisch onderzoek en archeologie. Aan de grondslag van deze wetenschap liggen de honderdduizenden in spijkerschrift beschreven kleitabletten die sinds het midden van de 19de eeuw, al dan niet bij reguliere opgravingen, in landen als Irak, Syrië, Turkije en Iran gevonden werden. Door de studie van deze teksten, in hoofdzaak geschreven in Sumerisch en Akkadisch (of haar dialecten Assyrisch & Babylonisch), komen deze oude talen niet alleen terug tot leven, maar herontdekt men tevens de verloren gewaande culturen van het Oude Nabije Oosten. Deze talen werden geschreven in het spijkerschrift; het verspreidingsgebied van dat schrift omlijnt grotendeels het geografische studiegebied van de Assyriologie.
Samen met de archeologische bronnen heeft het assyriologisch onderzoek tot doel de leefwereld van het Oude Nabije Oosten te reconstrueren. Een grondige kennis van de toen gesproken talen maakt daar integraal deel van uit.

## Geschiedenis

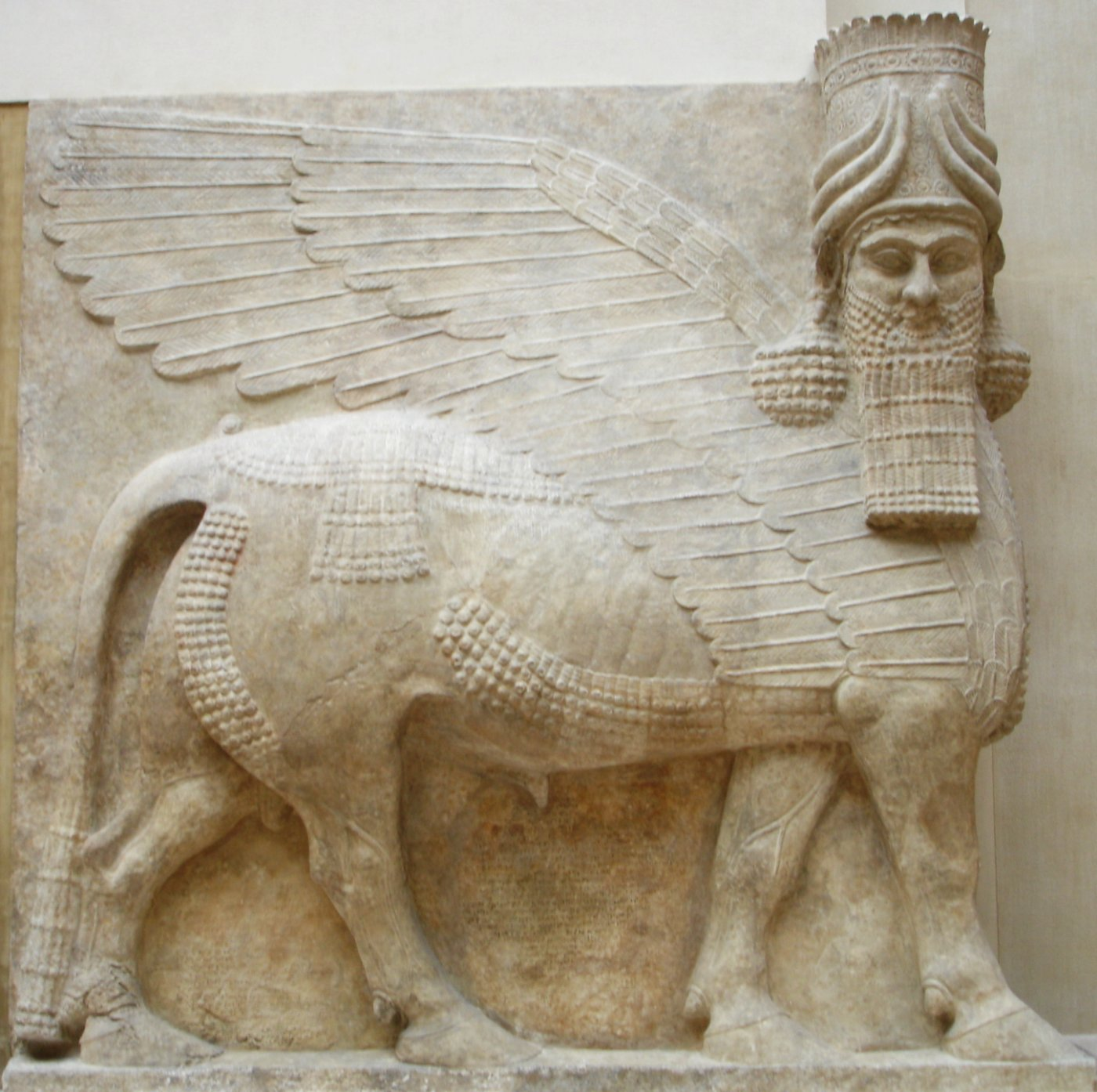
Bas-reliëf met een gevleugelde stier met koningshoofd, gevonden in Dur-Sharrukin tijdens Botta's opgraving.

Al in de 17de eeuw rapporteerden reizigers die ruïnesteden als Persepolis hadden bezocht, monumentale inschriften in vreemde spijker- of wigvormige schrifttekens. De eerste die kopieën van deze schriften bestudeerde was de Duitser Georg Friedrich Grotefend. Zo wist Grotefend toen al met het weinige bronnenmateriaal die hij ter beschikking had, toch al enkele namen van Perzische koningen te identificeren. Als wetenschap ontstond Assyriologie pas in het midden van de 19de eeuw. Toen in de jaren 1840-1850 pioniers onder de archeologen als de Fransman Paul-Emile Botta en de Brit Austen Henry Layard de oude Assyrische hoofdsteden Khorsabad (Dur-Sharrukin) en Ninive opgroeven, kwamen voor het eerst grote hoeveelheden oudheden boven. Ook in de jaren erna werden de grote westerse musea overspoeld door antiquiteiten uit Mesopotamië. Door de directe link met de wereld van de Bijbel stond toen voor het eerst de wereld van de Assyriërs in de academische belangstelling, en een nieuwe wetenschap werd geboren. De belangrijkste stuwende kracht in deze periode was de Brit Sir Henry Creswicke Rawlinson. Samen met de Duits-Franse Julius Oppert en de Ier Edward Hincks stond hij aan de wieg van de definitieve ontcijfering van het spijkerschrift en was hij verantwoordelijk voor de eerste wetenschappelijke publicaties in de Assyriologie.
Na onder meer de opgravingen van Babylon door de Duitser Robert Koldewey en antieke steden als Ur, Uruk, Girsu, Assur, Larsa en Kish nam de hoeveelheid te bestuderen materiaal nogmaals sterk toe. Na de Eerste Wereldoorlog groeide de assyriologie uit tot een volwaardige wetenschap. De ontdekking van een nieuwe taal in de spijkerschrifttabletten, het Sumerisch, zorgde zelf voor een eerste afsplitsing, de Sumerologie. De steeds betere kennis van de talen geschreven in het spijkerschrift liet nu ook gevorderde literatuurstudie toe en gaf een gedetailleerde kijk op de mythologie van het oude Mesopotamië. Bij het lezen van elke tekst werd steeds weer duidelijk dat de Mesopotamische leefwereld en deze van de Bijbel, belangrijk voor zowel Joden als Christenen, nauw met elkaar verbonden waren. Veel literaire thema's bekend uit de Bijbel bleken al aanwezig te zijn in vaak veel oudere spijkerschriftteksten. Talloze Europese en Noord-Amerikaanse universiteiten en musea richtten onderzoekscentra op en de dode talen het Oude Nabije Oosten werden gedoceerd aan studenten.
Intussen werden enkele grote, tot op vandaag voortgaande, projecten op de rails gezet. Het Reallexikon der Assyriologie und Vorderasiatischen Archaologie startte in 1932, een uitgebreide encyclopedie over alle facetten van de culturen uit het Oude Nabije Oosten. In 1921 werd het initiatief genomen tot het uitwerken van een wetenschappelijk woordenboek van het Akkadisch, de belangrijkste taal uit het Oude Mesopotamië. Sinds 1956 worden er binnen dit enorme project om de paar jaar een volume (per letter) gepubliceerd. Honderden assyriologen uit de hele wereld werkten door de jaren mee aan deze Chicago Assyrian Dictionary; voorlopig is het nog enkel wachten op volume U/W. In 1950 hield men voor het eerst de Rencontre Assyriologique Internationale, een jaarlijkse bijeenkomst van alle assyriologen en onderzoekers van het Oude Nabije Oosten. Tot op vandaag treedt jaarlijks ander onderzoekscentrum als gastheer op voor deze bijeenkomst. In 1952, 1962, 1972, 1983, 1993 en 2002 ging deze door te Leiden; in 1966 te Luik; in 1969 te Brussel; in 1989 te Gent en in 1995 te Leuven.

## Divers
Assyriologie is een uiterst diverse studie, bestaande uit verschillende talen en gespreid over een tijdsperiode van ongeveer 3000 jaar in de uitgebreide regio van het Nabije Oosten. Het bestudeerde tekstmateriaal is qua volume enorm en qua inhoud zeer uiteenlopend. Deze gaan van documentaire/administratieve teksten, over brieven, naar religieuze, literaire en historische teksten, tot lexicale lijsten, wiskundige teksten, muziekstukken, hymnes en omens. Al deze genres hadden door de tijd en naargelang de plaats van gebruik hun eigen tradities en evoluties. Het gevolg van deze realiteit is dat assyriologen zich specialiseren in welbepaalde tijdsperiodes, regio's en tekstgenres om de antieke leefwereld van toen te reconstrueren.

## Studie en onderzoekscentra
In Nederland en België zijn er enkele universiteiten waar men assyriologie kan studeren en waar academisch onderzoek verricht wordt: Universiteit Leiden, Vrije Universiteit Amsterdam, Katholieke Universiteit Leuven, Universiteit Gent.
In het buitenland zijn er enkele gerenommeerde centra, het bekendste is mogelijk het Oriental Institute te Chicago (VS). Naast universiteiten zijn de belangrijkste onderzoekscentra de musea met grote collecties aan spijkerschrifttabletten en andere antiquiteiten uit het Oude Nabije Oosten, zoals het Louvre te Parijs , British Museum te Londen , het Metropolitan Museum of Art te New York, het Pergamon Museum te Berlijn en het Jubelparkmuseum te Brussel.